# Rubina Ali
Rubina Ali (Mumbai, 21. siječnja 1999.) indijska je dječja glumica. Hrvatskoj javnosti najpoznatija je po nastupu u filmu Milijunaš s ulice.   